# Lazanzhong (sockenhuvudort i Kina, Yunnan Sheng, lat 28,22, long 99,73)
Lazanzhong (kinesiska: 拉咱仲, 格咱, 格咱乡) är en sockenhuvudort i Kina. Den ligger i provinsen Yunnan, i den sydvästra delen av landet, omkring 460 kilometer nordväst om provinshuvudstaden Kunming. Antalet invånare är 8 384. Befolkningen består av 3 506 kvinnor och 4 878 män. Barn under 15 år utgör 16,0 %, vuxna 15-64 år 77 %, och äldre över 65 år 5,0 %.
Runt Lazanzhong är det glesbefolkat, med 14 invånare per kvadratkilometer. Lazanzhong är det största samhället i trakten. I omgivningarna runt Lazanzhong växer i huvudsak barrskog.
Genomsnittlig årsnederbörd är 708 millimeter. Den regnigaste månaden är juli, med i genomsnitt 228 mm nederbörd, och den torraste är november, med 1 mm nederbörd.